# 梁可耀
梁可耀（Hubert Leung，8月31日—），又名阿Bert，香港作曲人、編曲人、監製、鍵琴手、音樂總監、及伯樂音樂學院音樂製作及科技系導師。2005年加入音樂創作行列，第一首發表作品為薛凱琪主唱的《有隻雀仔》。曾合作的歌手包括麥浚龍，謝安琪，古天樂，林嘉欣，莫文蔚，許廷鏗，薛凱琪，梁漢文，范逸臣，鄭秀文，陳蕾，張信哲，王嘉儀，鄧小巧，馮穎琪，Supper Moment，等。由梁可耀作曲的《瑕疵》在第十六屆華語音樂傳媒大獎獲得「年度粵語歌曲」。2017年，創立「Toxic Jungle Productions」，旗下音樂人包括吳林峰，Perry Lau，等。

## 音樂作品

### 2025年
- 鄧小巧 -《其實痛是你的想像》（曲、監）
- 麥浚龍 -《刺眼》（曲、監）
- 陳蕾 -《空無之地》（編、監）

### 2024年
- 麥浚龍 feat. Tiana Tsang 曾喜兒 & Lo/o -《無窮》（曲、編、監）
- 麥浚龍 -《天與地的距離》（曲、監）
- 麥浚龍、Novel Fergus、PetPetShawn、廿四味、王嘉儀 -《金榜題名》（曲、編、監）
- 黃妍 -《現在完成式》（監）

### 2023年
- 林欣彤 -《你是我的家》（監）
- Yusobeit -《不羨仙》（監）

### 2022年
- 麥浚龍、薛凱琪 -《月球上碰面》（曲、編、監）
- 薛凱琪 -《月台上碰面》（曲、監）
- 林欣彤 -《飛》（監）
- 林欣彤 -《不怕》（監）

### 2021年
- 莫文蔚 -《因一個人而流出一滴淚》（編）
- 陳蕾 -《我想和你好好的》（監）
- Supper Moment -《P.S. I Love You + 等等》(一直相信演唱會現場版)（編）
- 楊凱晴 -《追憶》（監）
- 楊凱晴 -《活著多好》（監）

### 2020年
- 麥浚龍、林嘉欣 -《字典與聖經》（曲、編）
- 麥浚龍 -《我在切爾諾貝爾 等你》（曲、監）
- 麥浚龍 -《殊途》（曲、監）
- 麥浚龍 -《不歸》（曲、監）
- 麥浚龍、謝安琪 -《盡處》（曲、監）
- 謝安琪 -《忐忑》（曲、監）
- 謝安琪 -《不老》（曲、監）
- 謝安琪 -《只想死於你身邊》（曲）
- 許廷鏗 -《慌》（曲）
- 陳健安 -《愛裡沒有詛咒》「關懷愛滋」30週年主題曲（監）
- 雷深如 -《雙面哈菲》（監）
- 杜小喬 -《側臉》（監）
- 曾樂彤 -《找到一個人》（監）
- Supper Moment -《U》（監）
- Supper Moment -《CCXXXV》（監）
- Supper Moment -《終於不回來》（監）
- Supper Moment -《親愛的我們》（監）
- Supper Moment -《You》（監）
- Supper Moment -《波板糖》（監）
- Supper Moment -《精靈》（監）
- Supper Moment -《Yes I Do》（監）
- Supper Moment -《Here I Come》（監）
- Supper Moment -《同眠》（監）
- Supper Moment -《L.I.F.E.》（監）
- Supper Moment -《祈》（監）
- Supper Moment -《用呼吸栽種最艷美的花》（監）
- Supper Moment -《文明是一種靈魂裡的蠻荒》（監）
- Supper Moment -《失眠》（監）
- Supper Moment -《Here I Come》（國）（監）
- Supper Moment -《Yes I Do》（國）（監）
- Supper Moment -《肩膀》（監）
- Supper Moment -《從此不回來》（監）
- Supper Moment -《最後晚餐》（編、監）
- Supper Moment -《PS I Love You》（編、監）
- Supper Moment -《Love Song》（編、監）
- Supper Moment -《等等...》（編、監）
- Supper Moment -《是你令我再次找到心跳》（編、監）
- Supper Moment -《今夜酒氣吹過》（編、監）
- Supper Moment -《最安靜的時候》（編、監）
- Supper Moment -《懂得快樂》（編、監）
- Supper Moment -《肥皂泡》（編、監）
- Supper Moment -《很久沒擁抱》（編、監）
- Supper Moment -《有你有我》（編、監）
- Supper Moment -《沙燕之歌》（編、監）

### 2019年
- Supper Moment -《點滴》（編、監）
- Supper Moment -《對岸對望》（編、監）
- Supper Moment -《月亮代表我受了傷的心》（編、監）
- Supper Moment -《Goodnight City》（編、監）
- Supper Moment -《尋回一碗湯》（編、監）
- Supper Moment -《幸福之歌》（國）（編）
- Supper Moment -《大丈夫》（國）（編）
- Supper Moment -《風箏》（國）（編）
- 麥浚龍 -《情感的廢墟》（曲）
- 麥浚龍、謝安琪 -《廢話》（McCafe 20th Anniversary Campaign 2019）（曲、編）
- 林二汶 -《初音》（監）
- 雷同二友 -《爸吧啦笨芭》（監）
- 雷同二友 -《噩夢》（編、監）
- 雷同二友 -《路徑》（監）
- 雷同二友 -《白雲會告訴我》（監）

### 2018年
- Supper Moment -《Love Is Nearby》（監）
- Supper Moment -《最後晚餐》（Acoustic Version）（編）
- 古天樂、謝安琪 -《（一個男人）一個女人 和浴室》（曲）
- 謝安琪 -《一個女人 和浴室》（曲）
- 蔡可汶 -《收容》（監）
- K Tsang -《龍歌》（監）
- 雷同二友 -《等多一天》（編、監）
- 雷同二友 -《Face It Don't Run》（監）
- 泳兒 -《騎膊馬》（曲）

### 2017年
- Supper Moment -《大丈夫》（編）
- 馮穎琪 Feat. 鄧小巧、王嘉儀 -《Poor U》（監）
- 馮穎琪 -《吃鯨魚的人》（監）
- 迪　子 Feat. Bert -《一蓮托生》（曲、監、唱）
- 許廷鏗 -《神奇之旅》（曲）

### 2016年
- 鄧小巧 -《不藥而癒》（曲）
- 吳業坤 -《演員》（曲、監）
- 馮穎琪 Feat. 麥浚龍 -《何地有方》（監）
- 鄭秀文 -《八公里》（編）
- 麥浚龍 -《不了》（曲）
- 麥浚龍 Feat. 盧凱彤 -《如髮》（曲）
- 迪　子 -《舌尖有毒》（監）

### 2015年
- Supper Moment -《風箏》（編）
- Supper Moment -《幸福之歌》（編）
- 麥浚龍 -《單魚座》（曲）
- 麥浚龍 -《睡前服》（曲）
- 麥浚龍、莫文蔚 -《瑕疵》（曲）
- 迪　子 -《人間鬼獄》（編、監）
- 迪　子 -《回憶氣味》（編、監）

### 2014年
- 迪子、吳業坤 -《流浪記》（編、監）
- 葉美君 -《小星星》（監）
- 葉子菁 -《如果‧香港》（監）

### 2013年
- 蔣慶華 -《小小時代》（監）
- 葉寶安 -《角落》（監）

### 2012年
- 雨　僑 -《無尾飛砣》（曲、編）

### 2010年
- 麥浚龍 -《紙箱國》（曲）
- 葉文輝 -《我為你唱歌》（編、監）
- 蔡卓妍 -《煞有介事》（編）
- 洪　杰 -《國境以南‧太陽以西》（編）
- 海鸣威 -《下一站香港》（編）
- 海鸣威 -《為你而生》（編）

### 2009年
- 葉文輝 -《寧願這樣》（編）
- 劉美君 -《寧願怎樣》（編）
- 梁漢文 -《住家丁麵》（曲、編）
- 蔡卓妍 -《I'm Sorry》（編）
- 賈曉晨 -《望夫石》（編）

### 2008年
- 鍾舒漫 -《八十誡》（編）
- 洪卓立 -《妳是我的戒指》（編）
- 劉美君@天比高創作伙伴 -《拉闊音樂（十周年主題曲）》（編）
- 應昌佑 -《尾指》（曲）
- 文恩澄 -《娛人娛己》（曲）

### 2007年
- 張信哲 -《微風掠過》（曲）
- 胡　琳 -《間尺》（編）

### 2006年
- 阿Bert -《有隻雀仔跌落水》（曲、編、監、唱）
- Shine -《戰友》（曲）
- 容祖兒 -《蒸餾》（編）
- 范逸臣 -《放生》（曲）

### 2005年
- 薛凱琪 -《有隻雀仔》（曲）

## 演出
2025年
- The Album: in the name of a father. - 麥浚龍

2024年
- 【電笠】示範單位：王雙駿 HATS ON 音樂會 - Eason & The Duo Band、謝霆鋒、麥浚龍、軟硬天師、柳應廷、李駿傑、吳林峰
- 金榜題名 project_mayhem • an urban fantasy by juno mak - 麥浚龍、Novel Fergus、PetPetShawn、24Herbs、王嘉儀

2023年
- HKT x WestK Popfest 2023 - Juno Mak (with Bert) x Olivier Cong
- 852FES 覺醒音樂 2023 - 麥浚龍 x 周國賢

2022年
- Vincy Chan Breaking Live 2022 - 泳兒

2021年
- YSL Beauty Records 線上音樂派對 - 麥浚龍 x 王嘉儀 x 陳凱詠 x 姜濤
- 一直相信演唱會2021 - Supper Moment
- Everything In The Box - Supper Moment

2020年
- Supper Moment Live In Vancouver 2020
- Supper Moment Live In Toronto 2020

2019年
- MOOV Live - Miriam x Supper Moment
- Metabolism EP Release Show - 雷同二友
- Summer Sonic 2019 - Supper Moment
- Supper Moment Live In Foshan 2019
- Supper Moment Live In Macau 2019

2018年
- Supper Moment Live In HK Coliseum 2018

2017年
- Kkbox Live First Date - AGA x Supper Moment
- Clockenflap - Supper Moment
- Gimme Live 五週年音樂節 - Supper Moment
- 21安士音樂會 - 許志安 x Chochukmo x Dear Jane x Rubberband x Supper Moment x 鐵樹蘭
- 溫柔革命（澳門站）- Supper Moment
- 許志安與17安士音樂會 - 許志安 x Chochukmo x Dear Jane x Rubberband x Supper Moment

2016年
- 溫柔革命（十週年演唱會） - Supper Moment
- 銀礦灣沙灘音樂節
- 上海理想音樂節
- AL!VE SINGAPORE
- 饑饉三十閉幕禮
- HMV x MOOV Alive On Stage - Supper Moment

2015年
- JOOX Superjoy Live - 欣宜 x Supper Moment
- CASH金帆獎頒獎典禮
- 馮穎琪 - 放低放不低 Live
- 新力啤酒節
- Neway Music Live - Dear Jane x Supper Moment x Chochukmo x Jude

2014年
- 深圳迷笛音樂節
- 香港失明人協進會 - 協進同行五十年演唱會
- Supper Moment - 世界變了樣 巡演
- 紅線音樂五週年派對
- Music Cafe（第173集）- 迪子 x 吳業坤
- Music Cafe（第155集）- Supper Moment
- 新力啤酒節
- 饑饉三十閉幕禮
- 903id club拉闊音樂會 - 許志安 x 觸執毛 x Dear Jane x Supper Moment
- 深圳山海音樂節
- C Allstar - 我們的胡士托演唱會
- 中國瓜州音樂節

2013年
- 新力啤酒節
- 銀礦灣沙灘音樂節
- 饑饉三十閉幕禮
- 澳門HUSH音樂節

2012年
- Supper Moment - 世界變了樣 Live
- Music Cafe（第85集） - Supper Moment
- Neway Music Live - Supper Moment

2009年
- 劉美君 - 蝙蝠之夜音樂會

2007年
- 馮穎琪 - 擁泡現在音樂會
- Barry Chung - Refreshing Live
- Greencoffee - 五週年音樂會

2006年
- 自作自樂II音樂會

2005年
- 世界順德青年嘉年華
- Greencoffee - 三週年音樂會
- 抱抱良音 - 抱抱劇場

2004年
- Greencoffee - 擺你上台音樂會

## 歌曲獎項
2024年
- 2024 第十五屆華語金曲獎 - 粵語十大華語金曲《月球上碰面》- 薛凱琪、麥浚龍

2020年
- 2020 勁歌金曲優秀選第一回 - 得獎歌曲《找到一個人》- 曾樂彤
- 2020 勁歌金曲頒獎典禮 - 勁歌金曲獎《找到一個人》- 曾樂彤
- 2020 第十二屆華語金曲獎 - 粵語十大華語金曲《初音》- 林二汶

2019年
- 2019 KKBOX本地單曲年度Top 20 - 第九位《（一個男人）一個女人 和浴室》- 謝安琪、古天樂 [4]
- 2019 新城勁爆頒獎禮 - 勁爆編曲《尋回一碗湯》- Bert、Supper Moment [5]
- 2019 加拿大至HIT中文金曲排行榜年度總選 - 至HIT推崇粵語十大《尋回一碗湯》- Supper Moment [6]
- 2019 香港樂評選 - 十樂推薦 第四位《初音》- 林二汶[7]

2018年
- 2018 香港樂評選 - 十樂推薦 第三位《一個女人 和浴室》- 謝安琪 [8]
- 2018 加拿大至HIT中文金曲排行榜年度總選 - 至HIT推崇粵語十大《一個女人 和浴室》- 謝安琪 [9]
- 2018 勁歌金曲頒獎典禮 - 勁歌金曲獎《騎膊馬》- 泳兒
- 2018 叱咤樂壇流行榜頒獎典禮 - 專業推介 叱咤十大 第二位《一個女人 和浴室》- 謝安琪 [10]
- 2018 叱吒樂壇流行榜頒獎典禮 - 至尊唱片大獎《The Album Part One》- 麥浚龍、謝安琪（收錄冠軍歌《一個女人 和浴室》，及上榜歌《（一個男人）一個女人 和浴室》） [11]
- 2018 新城勁爆頒獎禮 - 勁爆合唱歌曲《（一個男人）一個女人 和浴室》- 謝安琪、古天樂[12]
- 2018 新城勁爆頒獎禮 - 勁爆歌曲《騎膊馬》- 泳兒
- 2018 十大中文金曲頒獎典禮 - 十大中文金曲《一個女人 和浴室》- 謝安琪 [13]
- 2018 Yahoo!搜尋人氣大獎 - 人氣歌曲《一個女人 和浴室》- 謝安琪 [14]
- 2018 第五屆粤語歌曲排行榜頒獎典禮 - 最受歡迎歌曲《騎膊馬》- 泳兒
- 2018 第五屆粤語歌曲排行榜頒獎典禮 - 最佳MV《騎膊馬》- 泳兒
- 2018 勁歌金曲優秀選第一回 - 得獎歌曲《騎膊馬》- 泳兒
- 2018 第十屆華語金曲獎 - 粵語十大華語金曲《神奇之旅》- 許廷鏗

2017年
- 2017 叱吒樂壇流行榜頒獎典禮 - 專業推介 叱吒十大 第二位《神奇之旅》- 許廷鏗 [15]
- 2017 新城勁爆頒獎禮 - 勁爆歌曲《神奇之旅》- 許廷鏗 [16]
- 2017 勁歌金曲優秀選第一回 - 得獎歌曲《演員》- 吳業坤

2015年
- 2015 IFPI香港唱片銷量大奬頒奬典禮 - 十大銷量廣東唱片《Addendum》- 麥浚龍（收錄歌曲《瑕疵》、《單魚座》、《睡前服》）[17]
- 2015 香港樂評選 - 香港樂評年度旋律《瑕疵》- Bert（梁可耀）[18]
- 2015 香港樂評選 - 香港樂評年度歌曲《瑕疵》- 麥浚龍、莫文蔚
- 2015 叱吒樂壇流行榜頒獎典禮 - 專業推介 叱吒十大 第十位《幸福之歌》- Supper Moment [19]
- 2015 叱吒樂壇流行榜頒獎典禮 - 至尊唱片大獎《Addendum》- 麥浚龍（收錄冠軍歌《瑕疵》，及上榜歌《單魚座》、《睡前服》）
- 2015 KKBOX本地單曲排行榜 第十五位《瑕疵》- 麥浚龍、莫文蔚 [20]
- 2015 MOOV最高播放本地歌曲 第十二位《瑕疵》- 麥浚龍、莫文蔚  [21]
- 2015 第十六屆華語音樂傳媒大獎 - 年度粵語歌曲《瑕疵》- 麥浚龍、莫文蔚  [22]
- 2015 第十六屆華語音樂傳媒大獎 - 年度粵語專輯《Addendum》- 麥浚龍（收錄三周冠軍歌《瑕疵》，及上榜歌《單魚座》）[3]
- 2015 CASH金帆音樂獎 - 最佳合唱演繹《瑕疵》- 麥浚龍、莫文蔚  [23]
- 2015 CASH金帆音樂獎 - 最佳樂隊演繹《幸福之歌》- Supper Moment

2010年
- 2010 新城勁爆頒獎禮 - 新城勁爆卡拉OK歌曲《我為你唱歌》- 葉文輝 [24]

2009年
- 2009 勁歌王全球華人樂壇音樂盛典 - 粵語金曲獎《住家丁麵》- 梁漢文
- 2009 勁歌王全球華人樂壇音樂盛典 - 最佳改編歌曲獎《寧願這樣》- 葉文輝
- 2009 新城勁爆頒獎禮 - 新城勁爆歌曲《住家丁麵》- 梁漢文[25]
- 2009 新城勁爆頒獎禮 - 新城勁爆卡拉OK歌曲 《住家丁麵》- 梁漢文
- 2009 新城勁爆頒獎禮 - 新城勁爆改編歌曲《I'm Sorry》- 蔡卓妍
- 2009 新城勁爆頒獎禮 - 新城勁爆改編歌曲《寧願這樣》- 葉文輝
- 2009 勁歌金曲優秀選第二回 - 得獎歌曲《I'm Sorry》- 蔡卓妍 [26]

2006年
- 2006 風雲榜 - 年度二十大單曲《放生》- 范逸臣 [27]

## 外部連結
- 梁可耀 @ 伯樂音樂學院
- 梁可耀 @ Instagram （页面存档备份，存于）
- 梁可耀 @ YouTube （页面存档备份，存于）

## 參閱
1. ↑  . www.bsm.com.hk.   [2015-09-22]. （原始内容存档于2015-04-15）.
2. ↑  .   [2015-09-22]. （原始内容存档于2015-12-08） –www.kkbox.com.
3. 1 2  .   [2015年12月22日]. （原始内容存档于2015年12月23日）.
4. ↑  .   [2019-12-31]. （原始内容存档于2019-12-31）.
5. ↑  .   [2019-12-29]. （原始内容存档于2019-12-29）.
6. ↑  . 加拿大中文電台 - AM1470  FM96.1.   [2020-01-18]. （原始内容存档于2020-01-18）.
7. ↑  .   [2020-01-27]. （原始内容存档于2020-01-27）.
8. ↑  .   [2019-02-03]. （原始内容存档于2019-02-04）.
9. ↑  . 加拿大中文電台 - AM1470  FM96.1.   [2019-08-28]. （原始内容存档于2019-09-24）.
10. ↑  . usca.my903.com.   [2019-01-03]. （原始内容存档于2019-01-04）.
11. ↑  . usca.my903.com.   [2019-01-03]. （原始内容存档于2019-01-04）.
12. ↑  . www.metroradio.com.hk.   [2019-01-03]. （原始内容存档于2019-01-02）.
13. ↑  . app4.rthk.hk.   [2018-12-22]. （原始内容存档于2018-12-22）.
14. ↑  . YAHOO搜尋人氣大獎2018 - Yahoo Asia Buzz Awards 2018.   [2018-12-14]. （原始内容存档于2018-12-15）.
15. ↑  .   [2018-01-02]. （原始内容存档于2018-01-03）.
16. ↑  . www.metroradio.com.hk.   [2017-12-31]. （原始内容存档于2017-12-31）.
17. ↑  .   [2017-06-03]. （原始内容存档于2016-04-24）.
18. ↑  .   [2016-01-16]. （原始内容存档于2016-12-29）.
19. ↑  .   [2016-01-07]. （原始内容存档于2016-01-04）.
20. ↑  . KKBOX.   [2019-08-28]. （原始内容存档于2019-08-28）.
21. ↑  https://moov.hk/share/appshare.jsp?pageid=13&profileId=PP1000002917%5B%5D
22. ↑  .   [2015年12月16日]. （原始内容存档于2015年12月22日）.
23. ↑   (PDF).   [2015-11-04]. （原始内容存档 (PDF)于2015-12-08）.
24. ↑  . www.metroradio.com.hk.   [2015-09-22]. （原始内容存档于2016-03-03）.
25. ↑  . www.metroradio.com.hk.   [2015-09-22]. （原始内容存档于2016-03-05）.
26. ↑  . jsg.tvb.com.   [2015-09-27]. （原始内容存档于2015-09-28）.
27. ↑  . www.kkbox.com.   [2015-09-22]. （原始内容存档于2017-01-13）.